# Hautasaaret (ö i Södra Savolax)
Hautasaaret är en ö i Finland. Den ligger i sjön Haukivesi och i kommunen Jorois i den ekonomiska regionen  Pieksämäki ekonomiska region  och landskapet Södra Savolax, i den sydöstra delen av landet, 280 km nordost om huvudstaden Helsingfors. Öns area är 3 hektar och dess största längd är 420 meter i sydöst-nordvästlig riktning.  Notera att namnet antyder att det är fråga om flera öar.